# تپه طلا ۲
تپه طلا ۲ مربوط به دوره اشکانیان - دوره ساسانیان است و در شهرستان گیلانغرب، بخش مرکزی، دهستان حومه، ۱۵۰ متری شرق روستای کله جوب کیانی واقع شده و این اثر در تاریخ ۲۶ اسفند ۱۳۸۷ با شمارهٔ ثبت ۲۵۵۳۵ به‌عنوان یکی از آثار ملی ایران به ثبت رسیده است.